# خاکسترهای زمان
خاکسترهای زمان (انگلیسی: Ashes of Time) فیلمی در ژانر رزمی به کارگردانی وونگ کار وای است که در سال ۱۹۹۴ منتشر شد. از بازیگران آن می‌توان به لسلی چونگ، تونی لیانگ، مگی چانگ و کارینا لاو اشاره کرد.